# Kaoklai Kaennorsing

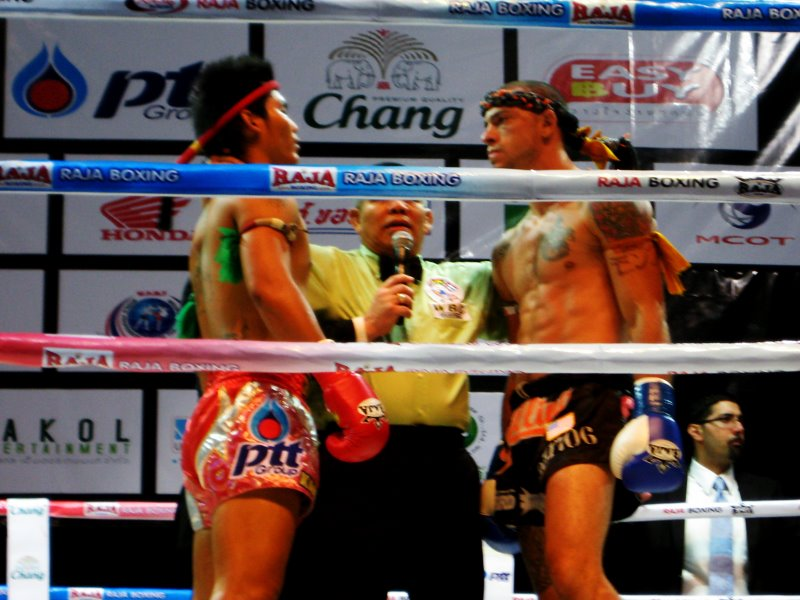
Kaoklai Kaennorsing (esquerda)

Kaoklai Kaennorsing（ก้าวไกล แก่นนรสิงห์, nasceu em 13 de Setembro de 1983) é um lutador de Muay Thai e do K-1 World Grand Prix em Seoul. Com aproximadamente 172 libras, Kaoklai Kaennorsing é o menor lutador na história na subsivisão do K-1 Heavyweight.
O nome Kaoklai quer dizer bom futuro.

## Titulos
- Rajadamnern Welter Weight Champion.
- Rajadamnern Super Welter Weight Champion
- 2004 K-1 World Grand Prix Seoul GP Champion
- K-1 World Grand Prix Finals in Tokyo (Terceiro Lugar)